# Naisten SM-sarja 1982/83
Die Saison 1982/83 war die erste Austragung der höchsten finnischen Fraueneishockeyliga, der Naisten SM-sarja. Die Ligadurchführung erfolgte durch den finnischen Eishockeybund Suomen Jääkiekkoliitto. Den ersten Meistertitel gewann HJK Helsinki.

## Modus
Die zehn Mannschaften spielten in zwei Gruppen mit jeweils fünf Teams. Jede Mannschaften spielte 8 Spiele. Für einen Sieg gab es 2 Punkte, für ein Unentschieden einen. Die besten zwei Mannschaften der beiden Vorrundengruppe qualifizierten sich für das Finalturnier.

## Hauptrunde

### Lohko A
| Platz | Name                 | Spiele | S | U | N | Tore    | Punkte |
| ----- | -------------------- | ------ | - | - | - | ------- | ------ |
| 1.    | Ilves Tampere        | 8      | 8 | 0 | 0 | 128:09  | 16     |
| 2.    | Tiikerit Hämeenlinna | 8      | 5 | 0 | 3 | 058:036 | 10     |
| 2.    | Ässät Pori           | 8      | 5 | 0 | 3 | 062:040 | 10     |
| 4.    | SaiPa Lappeenranta   | 8      | 1 | 0 | 7 | 013:087 | 2      |
| 5.    | Haukat Järvenpää     | 8      | 1 | 0 | 7 | 012:112 | 2      |

Aufgrund der Punktgleichheit und gleicher Tordifferenz (+22) von Ässät und Tiikerit wurde ein Entscheidungsspiel ausgespielt, das Tiikerit mit 7:6 gewann und sich damit für die Finalrunde qualifizierte.

### Lohko B
| Platz | Name            | Spiele | S | U | N | Tore  | Punkte |
| ----- | --------------- | ------ | - | - | - | ----- | ------ |
| 1.    | EVU Vantaa      | 8      | 7 | 0 | 1 | 52:7  | 14     |
| 2.    | HJK Helsinki    | 8      | 5 | 1 | 2 | 49:14 | 11     |
| 3.    | Jäähonka Espoo  | 8      | 4 | 1 | 3 | 41:14 | 9      |
| 4.    | HIFK            | 8      | 3 | 0 | 5 | 43:26 | 6      |
| 5.    | Keravan Shakers | 8      | 0 | 0 | 8 | 2:126 | 0      |

## Finalturnier
Das Finalturnier wurde am  12. und 13. März 1983 in Tampere ausgespielt.
| Platz | Name                 | Spiele | S | U | N | Tore  | Punkte |
| ----- | -------------------- | ------ | - | - | - | ----- | ------ |
| 1.    | HJK Helsinki         | 3      | 2 | 1 | 0 | 17:04 | 5      |
| 2.    | Ilves Tampere        | 3      | 1 | 2 | 0 | 11:05 | 4      |
| 3.    | EVU Vantaa           | 3      | 1 | 1 | 1 | 11:06 | 3      |
| 4.    | Tiikerit Hämeenlinna | 3      | 0 | 0 | 3 | 06:30 | 0      |

## Kader des finnischen Meisters
| Finnischer Meister HJK Helsinki | Torhüter: Leila Tuomiranta, Tuija Huhtaniemi Feldspieler:: Katja Lavonius, Piia Vuorinen, Katri-Helena Luomajoki, Auli Harinen, Taina Piironen, Maarit Rautiainen, Tea Repo, Elisa Koivunen, Tuula Keronen, Maikki Melavaara, Merja Tolvanen, Maaret Parviainen, Leena Nisonen, Tiina Sallinen, Sari Nuotio, Tiina Lahkela, Tiina Dahlberg, Sanna Alho, Taina Nykänen, Saija Pöyhönen |

## Beste Scorer
Quelle: whockey.com; Abkürzungen: Sp = Spiele, T = Tore, V = Assists, Pkt = Punkte, SM = Strafminuten; Fett: Bestwert
| Spieler          | Mannschaft | Sp | T  | V  | Pkt | SM |
| ---------------- | ---------- | -- | -- | -- | --- | -- |
| Jaana Rautavuoma | Ilves      | 8  | 29 | 13 | 42  | 0  |
| Anne Bäckman     | Ässät      | 7  | 33 | 9  | 42  | 6  |
| Satu Huotari     | Tiikerit   | 11 | 30 | 10 | 40  | 18 |
| Anitta Hoenniemi | Ilves      | 8  | 20 | 9  | 29  | 0  |
| Minna Myllymäki  | Ilves      | 11 | 13 | 12 | 25  | 14 |
| Katja Lavonius   | HJK        | 10 | 15 | 8  | 23  | 4  |
| Piia Vuorinen    | HJK        | 11 | 17 | 5  | 22  | 6  |
| Jaana Ikonen     | Jäähonka   | 8  | 12 | 10 | 22  | 4  |
| Jaana Peltonen   | Ilves      | 10 | 15 | 5  | 20  | 18 |